# Слимани, Лейла
Лейла Слимани (фр. Leïla Slimani, 3 октября 1981, Рабат, Марокко) — французская писательница и журналистка марокканского происхождения, а также дипломат, представляющий президента Франции Эмманюэля Макрона в международной организации Франкофония. В 2016 году Лейла получила Гонкуровскую премию за свой роман «Идеальная няня».

## Биография и карьера
Бабушка Лейлы Слимани по материнской линии, Энн Добб (урождённая Рютш, род. в 1921 году), выросла в Эльзасе. В 1944 году она познакомилась со своим будущим мужем Лахдаром Дхоббом, марокканским полковником французской колониальной армии, во время освобождения Франции. После войны она последовала за ним обратно в Марокко, в Мекнес. Её автобиографический роман был опубликован в 2003 году; она стала первым писателем в семье. Её дочь — мать Лейлы — Беатрис-Наджат Дхобб-Слимани, отоларинголог (одна из первых в Марокко женщин-врачей), вышла замуж за образованного французского марокканского экономиста Отмана Слимани. Отман занимал в Марокко должность государственного секретаря по экономическим вопросам, а затем управлял банком, но после крупного финансового скандала так и не смог поправить свои дела до самой смерти в 2004 году. У Беатрис и Отмана было три дочери; Лейла Слимани — средняя. Она родилась в Рабате 3 октября 1981 года и выросла в либеральной, франкоязычной семье, посещая французские школы.
В 1998 году Лейла уехала из Марокко во Францию, окончила Институт политических исследований и Высшую школу коммерции в Париже. Она работала журналистом в издании «Jeune Afrique», а в 2012 году полностью посвятила себя литературе.
Помимо писательской деятельности, одно время Лейла посещала актёрские курсы, планируя стать актрисой. В 2006 году она снялась в фильме марокканки Наржис Нежар «Проснись, Марокко» (Wake-Up Morocco), в основе сюжета которого лежит история о бывшем футболисте, живущем со своей внучкой на островке близ Касабланки и не перестающем размышлять о деньгах, которые мог бы заработать в давнем финальном матче, если бы не провёл ночь с женщиной. Та, в свою очередь, живёт на том же островке и всё ещё думает о нём….
Документальная книга о заливе Дахла в Марокко, вышедшая в 2013 году, стала дебютом Лейлы-писательницы.
В 2015 году роман Слимани «В саду огра», описывающий женскую клиническую сексуальную зависимость как нисхождение в ад (замысел книги родился, когда в 2011 году автор кормила грудью своего ребёнка, наблюдая по телевидению за развитием сексуального скандала вокруг Доминика Стросс-Кана), был удостоен в Марокко премии Мамуния.
Лейла — лауреатка Гонкуровской премии 2016 года за роман «Идеальная няня», задуманный под влиянием реальных событий, произошедших в 2012 году в Нью-Йорке. Роман был хорошо принят критиками, и быстро стал бестселлером: за три месяца было напечатано более 76 000 экземпляров (то есть ещё до присуждения премии). Впоследствии «Идеальная няня» стала самой читаемой книгой во Франции в 2016 году. К концу 2017 года во Франции было продано около 600 000 экземпляров романа. В 2019 году он был экранизирован. Режиссёром одноимённого проекта выступила Люси Борлето, роль Мириам досталась актрисе Лейле Бехти, роль Поля — Антуану Рейнартцу, Луизы — Карин Виар. Фильм вышел в российский прокат в конце января 2020 года.
20 октября 2020 года объявила о своём уходе из социальных сетей Instagram и Facebook, поскольку «ненависть там распространяется беспрепятственно», а их основатели «ни перед кем не несут ответственности».

## Личная жизнь
Лейла познакомилась с мужем, парижским банкиром, в 2005 году. Свадьба состоялась 24 апреля 2008 года. В 2011 году у пары родился сын, в 2017-м — дочь.

## Книги
- 2013: Залив Дахла: волшебный роуминг между морем и пустыней / La Baie de Dakhla : Itinérance enchantée entre mer et désert, Casablanca, Malika Éditions, ISBN 978-9954-0-3766-9.
- 2014: В саду огра / Dans le jardin de l’ogre, Paris, éditions Gallimard, coll. " Blanche ", ISBN 978-2-07-014623-9.
- 2016: Идеальная няня[16] / Chanson douce, Paris, éditions Gallimard, coll. " Blanche ", ISBN 978-2-07-019667-8.
- 2016: Дьявол в деталях / Le diable est dans les détails, La Tour-d’Aigues, éditions de l’Aube, coll. " Le 1 en livre ", ISBN 978-2-8159-2144-2.
- 2017: Секс и ложь: сексуальная жизнь в Марокко / Sexe et mensonges : La vie sexuelle au Maroc, Paris, Les Arènes, ISBN 978-2-35204-568-7.
- 2017: графический роман «Слова чести» (рисунки Летиции Корин[фр.]) / Paroles d’honneur, ill. Laetitia Coryn, Paris, Les Arènes, ISBN 978-2-35204-654-7 : roman graphique.
- 2017: Симона Вейль, моя героиня / Simone Veil, mon héroïne, ill. Pascal Lemaître, éditions de l’Aube, coll. " Le 1 en livre ", ISBN 978-2-8159-2663-8.
- 2018: Как я пишу / Comment j'écris, éditions de l’Aube, coll. " Le 1 en livre ", 72 p., ISBN 978-2-8159-2779-6.
- Страна других / Le Pays des autres, Paris, éditions Gallimard, coll. «Blanche», 368 p., ISBN 978-2-07-289312-4:
  - 2020: 1-я часть «Война, война, война» / La guerre, la guerre, la guerre, ISBN 978-2-07-288799-4
  - 2022: 2-я часть : «Смотрите, как мы танцуем» / Regardez-nous danser, ISBN 978-2-07-297255-3
- Голыми руками / À mains nues (сценарий комикса), рисунки Клемана Убрери[фр.], couleurs de Sandra Desmazières, Paris, Les Arènes:
  - 2020 : tome 1 : 1900 — 1921, ISBN 979-10-375-0264-3
  - 2021 : tome 2 : 1922 — 1954, ISBN 979-10-375-0466-1
- 2021: Аромат цветов ночью[фр.] / Le Parfum des fleurs la nuit, Paris, éditions Stock, Ma nuit au musée, ISBN 978-2-234-08830-6